# Apocalyptica (Album)
Apocalyptica ist das fünfte Studioalbum der finnischen Cello-Rockband Apocalyptica. Es erschien im Jahr 2005 bei Vertigo Records und Universal Records. Wie seine Vorgänger ist es geprägt durch auf Celli instrumental gespielte Stücke im von ihnen geprägten Cello Rock, zudem wurde seit dem Vorgängeralbum Reflections ein Schlagzeug als Standardinstrument integriert. Als Gastsänger tauchen auf diesem Album Lauri Ylönen von der Band The Rasmus und Ville Valo von der Band HIM auf, zudem spielt der Schlagzeuger Dave Lombardo bei einem Song mit.

## Musikstil und Hintergrund

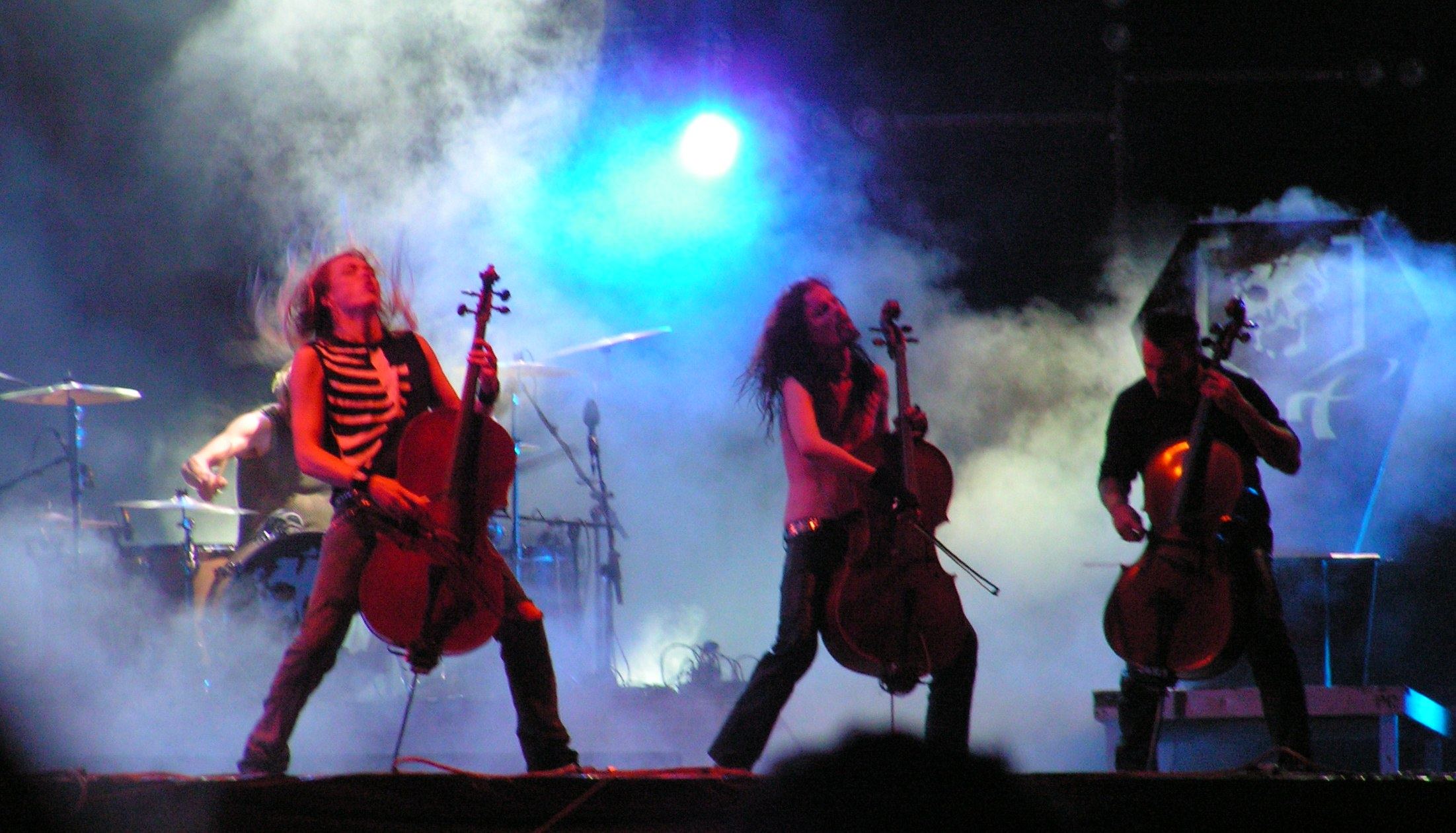
Apocalyptica beim Wacken Open Air 2005

Bereits für die Alben Cult im Jahr 2000 und  Reflections arbeiteten Apocalyptica an eigenen Songs, während die Cover-Versionen bekannter Lieder mehr und mehr in den Hintergrund traten. Auf Reflections waren bereits nur noch eigene Lieder vorhanden, was sich auch bei Apocalyptica fortsetzte. Die Band wurde außerdem international durch ihre Teilnahmen an Festivals und durch Konzerte bekannt und arbeitete mit zahlreichen Künstlern zusammen. Vor allem die Zusammenarbeit mit Dave Lombardo, dem ehemaligen Schlagzeuger der Band Slayer, setzte sie auch für das Album Apocalyptica fort. Zudem wurden für das Album auch Lauri Ylönen von der Band The Rasmus und Ville Valo von der Band HIM eingebunden, die gemeinsam mit Apocalyptica das Lied Bittersweet aufnahmen. Lauri sang mit Life Burns! noch einen weiteren Song ein. Anders als bei Reflections sind bei Apocalyptica entsprechend nicht nur instrumental gespielte Stücke vorhanden, diese herrschen jedoch vor. Zudem wurden erstmals alle Lieder von Mikko Sirén als Schlagzeuger begleitet. Sirén wurde allerdings erst nach dem Album zum festen Schlagzeuger und Mitglied der Band.

## Titelliste
Auf dem Album Apocalyptica von 2005 sind elf Lieder enthalten:
- Life Burns! (feat. Lauri Ylönen) – 3:06
- Quutamo – 3:34
- Distraction – 3:28
- Bittersweet (feat. Lauri Ylönen, Ville Valo) – 4:26
- Misconstruction – 3:59
- Fisheye – 4:09
- Farewell – 5:33
- Fatal Error – 2:59
- Betrayal / Forgiveness (feat. Mikko Moilanen, Dave Lombardo) – 5:13
- Ruska – 4:39
- Deathzone (feat. Mikko Moilanen) – 4:33

Auf der späteren Limited-Edition-Version wurden der CD Bonus-Tracks und zusätzliches Material zugefügt:
- En Vie (feat. Emmanuelle Monet) – 3:28
- How Far (feat. Marta Jandová) – 3:34
- Wie Weit (feat. Marta Jandová) – 3:34
- Video Bittersweet

## Veröffentlichung und Rezeption
Vor dem Album Apocalyptica wurde die Single Bittersweet mit einem gesanglichen Duett von Lauri Ylönen und Ville Valo veröffentlicht, die sich international erfolgreich in den Charts platzieren konnte. In Deutschland stieg die Single direkt zum Einstieg am 13. Dezember 2004 bis auf Platz sechs der deutschen Singlecharts und in Finnland wurde sie zu einem Nummer-eins-Hit.
Apocalyptica selbst erschien am 24. Januar 2005 als fünftes Studioalbum der Band. Im Februar 2005 veröffentlichte die Band zudem die Singles Wie Weit und How Far. Beide enthielten jeweils die Lieder En Vie mit Emmanuelle Monet und How Far sowie Wie Weit mit Marta Jandová, wobei es sich bei allen dreien um jeweils gesungene Versionen des Instrumentalstücks Quutamo in französischer, englischer und deutscher Sprache handelt. Mit Wie weit traten Apocalyptica und Marta Jandová am 12. Februar 2005 beim von Stefan Raab organisierten Bundesvision Song Contest für das deutsche Bundesland Baden-Württemberg an und belegten den fünften Platz. Ebenfalls im Februar begleiteten die Finnen die Band Rammstein auf ihrer Europatour.
Nach Laut.de „haben die Finnen erneut ein erstklassiges Album vorgelegt.“ Dabei äußerte der Rezensent die durch den Opener Life Burns! die Befürchtung, dass die Band mit der Routine ihr typisches Profil verloren haben könnte: es handle sich zwar „um eine kräftige Rocknummer“, jedoch „fehlen die typischen Apocalyptica-Trademarks. Die Celli klingen komplett nach verzerrten Gitarren, sogar Feedbacks sind zu hören, doch weit und breit keine der herzzerreißenden Melodien, für die Eicca, Perttu und Paavo bekannt sind. Ein klasse Song, aber sind das Apocalyptica?“ Holger Stratmann von der Rock Hard bestätigte der Band die „reifste Studioleistung des Trios“ und eine „abgebrüht professionelle“ Produktion des Albums. Laut ihm habe das Album „mit dem Uptempo-Opener ‘Life Burns’ (überragend von Lauri eingesungen) und ‘Quutamo’ zwei weitere Hochkaräter mit Vocals im Köcher“ und „besonders klasse [sei] der atmosphärische Albumabschluss mit ‘Ruska’ und ‘Deathzone’“.

## Kommerzieller Erfolg

### Chartplatzierungen
In Deutschland stieg das Album am 7. Februar 2005 in die Albumcharts ein und konnte bis auf Platz fünf steigen, insgesamt war es 16 Wochen in den Charts vertreten. In Österreich und der Schweiz stieg es jeweils bis auf Rang sechs und war zwölf bzw. zehn Wochen in der Hitparade. In ihrer Heimat Finnland wurde das Album ein Top-10-Erfolg und erreichte Rang zwei der finnischen Albumcharts, in der es ebenfalls zehn Wochen vertreten war.
| ChartsChartplatzierungen | Höchstplatzierung | Wochen |
| ------------------------ | ----------------- | ------ |
| Deutschland (GfK)        | 5 (16 Wo.)        | 16     |
| Finnland (IFPI)          | 2 (10 Wo.)        | 10     |
| Österreich (Ö3)          | 6 (12 Wo.)        | 12     |
| Schweiz (IFPI)           | 6 (10 Wo.)        | 10     |

| ChartsJahrescharts (2005) | Platzierung |
| ------------------------- | ----------- |
| Deutschland (GfK)         | 95          |

### Auszeichnungen für Musikverkäufe
| Land/Region     | Auszeichnungen für Musikverkäufe (Land/Region, Auszeichnung, Verkäufe) | Verkäufe |
| --------------- | ---------------------------------------------------------------------- | -------- |
| Finnland (IFPI) | Gold                                                                   | 15.075   |
| Insgesamt       | 1× Gold ·                                                              | 15.075   |

## Belege
1. 1 2  Stefan Mertlik: Apocalyptica, Porträt auf laut.de; abgerufen am 21. August 2020.
2. 1 2 3  Apocalyptica – Apocalyptica bei Discogs; abgerufen am 3. September 2020.
3. ↑  Apocalyptica – Apocalyptica, Limited Edition bei Discogs; abgerufen am 3. September 2020.
4. ↑  Apocalyptica feat. Lauri Ylönen & Ville Valo – Bittersweet. offiziellecharts.de, abgerufen am 5. September 2020.
5. ↑  Apocalyptica feat. Lauri Ylönen & Ville Valo – Bittersweet. ifpi.fi, abgerufen am 3. September 2020.
6. ↑  Michael Edele: Apocalyptica – Apocalyptica, Review auf laut.de; abgerufen am 5. September 2020.
7. ↑  Holger Stratmann: Apocalyptica-Apocalyptica, Review auf rockhard.de; abgerufen am 5. September 2020.
8. 1 2  Apocalyptica – Apocalyptica. offiziellecharts.de, abgerufen am 3. September 2020.
9. 1 2  Apocalyptica – Apocalyptica. austriancharts.at, abgerufen am 3. September 2020.
10. 1 2  Apocalyptica – Apocalyptica. hitparade.ch, abgerufen am 3. September 2020.
11. 1 2  Apocalyptica – Apocalyptica. ifpi.fi, abgerufen am 3. September 2020.
12. ↑  Jahrescharts 2005 in Deutschland. In: offiziellecharts.de. Abgerufen am 7. November 2024.
13. ↑  Kulta- ja platinalevyt – Artistit. ifpi.fi, abgerufen am 7. November 2024 (finnisch).